# 5. Biathlon-Weltcup 2019/20 (Ruhpolding)
Der 5. Biathlon-Weltcup der Saison 2019/20 fand in Deutschland im bayrischen Ruhpolding statt. Die Wettbewerbe im Ruhpolding sind traditionell die zweite Wettkampfstation im neuen Kalenderjahr und gleichzeitig die zweite Station des Weltcups in Deutschland, nachdem eine Woche zuvor Oberhof die Wettkämpfe ausrichtete. Damit bleibt Deutschland auch in dieser Saison das einzige Land, das Schauplatz von zwei Weltcupevents ist. Ausgetragen wurden die Wettkämpfe in der Chiemgau-Arena, die zuletzt 2012 Schauplatz der Biathlon-Weltmeisterschaften war. Dieses Jahr fanden die Wettkämpfe zwischen dem 15. und 19. Januar 2020 statt.

## Wettkampfprogramm
| Datum       | Frauen    | Frauen             | Männer    | Männer               |
| ----------- | --------- | ------------------ | --------- | -------------------- |
| Mi, 15.1.20 | 14:30 Uhr | Sprint (7,5 km)    |           |                      |
| Do, 16.1.20 |           |                    | 14:30 Uhr | Sprint (10 km)       |
| Fr, 17.1.20 | 14:30 Uhr | Staffel (4 × 6 km) |           |                      |
| Sa, 18.1.20 |           |                    | 14:15 Uhr | Staffel (4 × 7,5 km) |
| So, 19.1.20 | 12:15 Uhr | Verfolgung (10 km) | 14:30 Uhr | Verfolgung (12,5 km) |

## Teilnehmende Nationen
| - Australien - Belgien - Bulgarien - Deutschland - Estland - Finnland - Frankreich - Griechenland - Italien - Japan - Kanada | - Kasachstan - Kroatien - Lettland - Litauen - Moldau - Norwegen - Österreich - Polen - Rumänien - Russland - Schweden | - Schweiz - Serbien - Slowakei - Slowenien - Südkorea - Tschechien - Ukraine - Vereinigte Staaten - Volksrepublik China - Belarus |

## Ausgangslage
Nachdem in der Vorwoche in Oberhof noch aufgrund des Schneemangels noch Schnee in LKWs aus Gelsenkirchen nach Oberhof gefahren wurde, konnte aufgrund der kälteren Temperaturen in Ruhpolding über Nacht genug Schnee produziert werden, wodurch der Durchführung der Wettkämpfe gesichert wurde.
Auch personell gab es im deutschen Team wieder einige Veränderungen. Franziska Preuß, nach überstandene Nasennebenhöhlenentzündung, und Karolin Horchler ersetzten Marion Deigentesch und Franziska Hildebrand. Beide starteten parallel zum Weltcup in Ruhpolding bei den IBU-Cup-Rennen in Osrblie (Slowakei). Bei den Herren wurden der Massenstartweltmeister von 2017 Simon Schempp und Lucas Fratzscher durch Philipp Nawrath und Roman Rees ersetzt. Weiterhin fehlte auch Johannes Thingnes Bø, der auf die Geburt seines ersten Kindes wartete und dadurch die Rennen in Oberhof und Ruhpolding aussetzte.

## Ergebnisse
| 4. Weltcup in Ruhpolding, 15. Januar bis 19. Januar 2020 | 4. Weltcup in Ruhpolding, 15. Januar bis 19. Januar 2020 | 4. Weltcup in Ruhpolding, 15. Januar bis 19. Januar 2020                                          | 4. Weltcup in Ruhpolding, 15. Januar bis 19. Januar 2020                      | 4. Weltcup in Ruhpolding, 15. Januar bis 19. Januar 2020                |
| -------------------------------------------------------- | -------------------------------------------------------- | ------------------------------------------------------------------------------------------------- | ----------------------------------------------------------------------------- | ----------------------------------------------------------------------- |
| Datum                                                    | Disziplin                                                | Erster Platz                                                                                      | Zweiter Platz                                                                 | Dritter Platz                                                           |
| 15. Januar 2020 (Mi.)                                    | Sprint (7,5 km)                                          | Tiril Eckhoff                                                                                     | Hanna Öberg                                                                   | Dorothea Wierer                                                         |
| 16. Januar 2020 (Do.)                                    | Sprint (10 km)                                           | Martin Fourcade                                                                                   | Quentin Fillon Maillet                                                        | Benedikt Doll                                                           |
| 17. Januar 2020 (Fr.)                                    | Staffel (4 × 6 km)                                       | NorwegenKaroline Offigstad Knotten Ingrid Landmark Tandrevold Tiril Eckhoff Marte Olsbu Røiseland | FrankreichJulia Simon Anaïs Bescond Célia Aymonier Justine Braisaz            | SchweizElisa Gasparin Selina Gasparin Aita Gasparin Lena Häcki          |
| 18. Januar 2020 (Sa.)                                    | Staffel (4 × 7,5 km)                                     | FrankreichÉmilien Jacquelin Martin Fourcade Simon Desthieux Quentin Fillon Maillet                | NorwegenJohannes Dale Erlend Bjøntegaard Tarjei Bø Vetle Sjåstad Christiansen | ÖsterreichDominik Landertinger Simon Eder Felix Leitner Julian Eberhard |
| 19. Januar 2020 (So.)                                    | Verfolgung (10 km)                                       | Tiril Eckhoff                                                                                     | Paulína Fialková                                                              | Hanna Öberg                                                             |
| 19. Januar 2020 (So.)                                    | Verfolgung (12,5 km)                                     | Martin Fourcade                                                                                   | Quentin Fillon Maillet                                                        | Vetle Sjåstad Christiansen                                              |

## Verlauf

### Sprint

#### Männer
Start: Donnerstag, 16. Januar 2020, 14:30 Uhr
| Platz | Sportler                   | Zeit    | Schießfehler |
| ----- | -------------------------- | ------- | ------------ |
| 1     | Martin Fourcade            | 22:41,5 | 0+0          |
| 2     | Quentin Fillon Maillet     | +3,1    | 0+0          |
| 3     | Benedikt Doll              | +12,0   | 0+0          |
| 4     | Vetle Sjåstad Christiansen | +22,2   | 0+1          |
| 5     | Simon Desthieux            | +23,5   | 0+1          |
| 5     | Fabien Claude              | +23,5   | 1+0          |
| 7     | Philipp Nawrath            | +24,6   | 0+0          |
| 8     | Artem Pryma                | +27,3   | 0+0          |
| 9     | Johannes Kühn              | +32,0   | 0+1          |
| 10    | Dmytro Pidrutschnyj        | +34,8   | 0+0          |

Gemeldet und am Start: 111 Athleten
Martin Fourcade gewann sein drittes Rennen in Folge, wodurch er auch seine Führung im Gesamtweltcup weiter ausbaute. Das starke französische Ergebnis wurde auch durch den zweiten Platz von Quentin Fillon Maillet unterstützt sowie den geteilten fünften Platz von Simon Desthieux und Fabien Claude. Für Benedikt Doll bedeutete Rang drei seinen zweiten Podiumsplatz in dieser Saison, nachdem er im Dezember den Sprint in Annecy gewonnen hatte. Philipp Nawrath konnte mit seiner Platzierung die interne WM-Norm als bereits fünfter Deutscher erreichen und dies gleich bei seinem ersten Weltcupstart in dieser Saison.
Bei den Österreicher konnte Julian Eberhard trotz drei Schießfehler beim Liegendschießen noch 18. werden. Als bester Schweizer kam Benjamin Weger (ein Schießfehler) als 33 ins Ziel, während Dominik Windisch als 25. bester des italienischen Teams war (zwei Schießfehler).

#### Frauen
Start: Mittwoch, 15. Januar 2020, 14:30 Uhr
| Platz | Sportler              | Zeit    | Schießfehler |
| ----- | --------------------- | ------- | ------------ |
| 1     | Tiril Eckhoff         | 18:55,5 | 0+0          |
| 2     | Hanna Öberg           | +29,7   | 0+0          |
| 3     | Dorothea Wierer       | +36,8   | 0+0          |
| 4     | Hanna Sola            | +50,1   | 0+0          |
| 5     | Paulína Fialková      | +51,2   | 0+1          |
| 6     | Marte Olsbu Røiseland | +55,4   | 0+1          |
| 7     | Julia Simon           | +59,1   | 0+1          |
| 8     | Vanessa Hinz          | +1:03,2 | 0+0          |
| 9     | Lisa Vittozzi         | +1:06,3 | 1+0          |
| 10    | Kamila Żuk            | +1:09,3 | 1+0          |

Gemeldet: 107 Athletinnen, nicht am Start: 1
Für Tiril Eckhoff war es bereits der fünf Saisonsieg im zehnten Rennen. Durch ihren Erfolg konnte sie nun auch das gelbe Trikot der Gesamtweltcupführenden von der Tagesdritten Dorothea Wierer übernehmen. Besonders erfolgreich verlief das Rennen auch für die Belarussin Hanna Sola, die ihre Karrierebestleistung von Platz 30 auf Platz 4 verbesserte.
Mit einem Schießfehler erreichte Lisa Hauser als beste Österreicherin 36. Zwölf Ränge vor Hauser konnte Lena Häcki trotz zweier Schießfehler als beste Schweizerin 24. werden.

### Staffel

#### Männer
Start: Samstag, 18. Januar 2020, 14:15 Uhr
| Platz | Land        | Sportler                                                                 | Zeit      | Strafrunden + Nachlader         |
| ----- | ----------- | ------------------------------------------------------------------------ | --------- | ------------------------------- |
| 1     | Frankreich  | Émilien Jacquelin Martin Fourcade Simon Desthieux Quentin Fillon Maillet | 1:18:11,2 | 0+0 0+1 0+0 0+0 0+1 0+0 0+2 0+2 |
| 2     | Norwegen    | Johannes Dale Erlend Bjøntegaard Tarjei Bø Vetle Sjåstad Christiansen    | +1:12,2   | 0+1 0+3 0+2 0+2 0+0 0+1         |
| 3     | Österreich  | Dominik Landertinger Simon Eder Felix Leitner Julian Eberhard            | +1:24,3   | 0+0 0+1 0+1 0+0                 |
| 4     | Russland    | Jewgeni Garanitschew Matwei Jelissejew Eduard Latypow Alexander Loginow  | +1:32,3   | 0+1 0+1 0+0 0+1                 |
| 5     | Deutschland | Roman Rees Philipp Nawrath Arnd Peiffer Benedikt Doll                    | +2:13,1   | 0+3 0+0 0+3 0+3 0+0 0+0 0+2 0+1 |

Gemeldet und am Start: 26 Nationen, überrundet: 7
Durch ihren Sieg konnte die französische Staffel die Siegesserie der Norweger durchbrechen. Die Skandinavier hatten die letzten sechs Rennen allesamt gewinnen können und waren deshalb seit Januar 2019 ungeschlagen. Ebenfalls nach einem Jahr Pause landeten die Österreicher wieder auf dem Podium und wurden Dritter. Die deutsche Mannschaft zeigte sich aufgrund zu vieler Nachlader nicht ganz zufrieden. Bei schwierigen Bedingungen wurde die Mannschaft von Bundestrainer Kirchner 5. Nach jeweils einer Strafrunde wurde das Quartett aus Italien 12., die Mannschaft aus der Schweiz mit fast sechs Minuten Rückstand 16.

#### Frauen
Start: Freitag, 17. Januar 2020, 14:30 Uhr
| Platz | Land        | Sportler                                                                                  | Zeit      | Strafrunden + Nachlader         |
| ----- | ----------- | ----------------------------------------------------------------------------------------- | --------- | ------------------------------- |
| 1     | Norwegen    | Karoline Offigstad Knotten Ingrid Landmark Tandrevold Tiril Eckhoff Marte Olsbu Røiseland | 1:08:46,4 | 0+2 0+1 0+0 0+2 0+1 0+1         |
| 2     | Frankreich  | Julia Simon Anaïs Bescond Célia Aymonier Justine Braisaz                                  | +10,7     | 0+0 0+1 0+0 0+2 0+2 0+0 0+2 0+1 |
| 3     | Schweiz     | Elisa Gasparin Selina Gasparin Aita Gasparin Lena Häcki                                   | +20,7     | 0+1 0+0 0+1 0+2 0+0 0+0         |
| 4     | Deutschland | Karolin Horchler Franziska Preuß Vanessa Hinz Denise Herrmann                             | +31,7     | 0+0 0+1 0+0 0+0 0+0 2+3 0+0 0+0 |
| 5     | Schweden    | Anna Magnusson Linn Persson Mona Brorsson Hanna Öberg                                     | +54,3     | 0+2 0+1 0+0 0+2 0+1 0+3         |

Gemeldet und am Start: 23 Nationen, überrundet: 2

Im vierten Staffelrennen der Saison konnte zum vierten Mal die norwegische Staffel gewinnen. Beim letzten Staffelrennen vor den Weltmeisterschaften lagen die Norwegerinnen nach der ersten Läuferin noch eine Minute zurück auf dem 16. Platz, konnte aber mit jeder Läuferin Plätze und Zeit gutmachen und konnte sich so den ersten Platz erreichen. Für die an zwei platzierten Französinnen war es bereits der zweite, für die dritten Schweizerinnen der dritte Podestplatz der Saison. Die deutsche Mannschaft verpasst das Podium erneut nur knapp und wurde im vierten Rennen zum dritten Mal Vierte. Die Italiener, noch führend nach der Startläuferin Lisa Vittozzi, wurden am Ende Siebte. Die Mannschaft aus Österreich kam dahinter auf Platz acht ins Ziel.

### Verfolgung

#### Männer
Start: Sonntag, 19. Januar 2020, 14:30 Uhr
| Platz | Sportler                   | Zeit    | Schießfehler |
| ----- | -------------------------- | ------- | ------------ |
| 1     | Martin Fourcade            | 31:26,8 | 0+0+0+0      |
| 2     | Quentin Fillon Maillet     | +17,6   | 0+0+1+0      |
| 3     | Vetle Sjåstad Christiansen | +46,0   | 0+0+0+1      |
| 4     | Simon Desthieux            | +46,1   | 0+0+0+1      |
| 5     | Benedikt Doll              | +52,2   | 0+0+1+0      |
| 6     | Émilien Jacquelin          | +1:04,9 | 0+1+1+1      |
| 7     | Tarjei Bø                  | +1:05,4 | 0+0+1+0      |
| 8     | Antonin Guigonnat          | +1:06,4 | 0+0+1+0      |
| 9     | Johannes Dale              | +1:07,4 | 0+0+1+0      |
| 10    | Alexander Loginow          | +1:08,7 | 1+0+1+0      |

Gemeldet: 60 Athleten, nicht am Start: 1, nicht beendet: 2
Durch seinen Sieg in der Verfolgung konnte Martin Fourcade alle Rennen seit der Abwesenheit von Johannes Thingnes Bø gewinnen. Mit ihm auf dem Podium stand sein Mannschaftskollege Fillon Maillet und der Norweger Christiansen. Dieser setzte sich erst im Zielsprint gegen den dritten Franzosen Simon Desthieux durch. Benedikt Doll, der die Schlussrunde gemeinsam mit Desthieux und Christiansen gelaufen war, musste sich bereits kurz vor dem Ziel geschlagen geben und wurde 5. Bester Italiener war abermals Dominik Windisch (33./ 4 Schießfehler), der drei Minuten nach Fourcade ins Ziel kam. Im Fotofinish setzte er sich gegen den besten Schweizer Benjamin Wegner (34./ 3 Schießfehler durch). Rund 20 Sekunden vor ihnen hatte bereits der erste Österreicher mit Julian Eberhard, trotz fünf Schießfehlern, als 25. die Ziellinie überquert.

#### Frauen
Start: Sonntag, 12. Januar 2020, 12:15 Uhr
| Platz | Sportler               | Zeit    | Schießfehler |
| ----- | ---------------------- | ------- | ------------ |
| 1     | Tiril Eckhoff          | 34:08,7 | 0+0+1+0      |
| 2     | Paulína Fialková       | +46,3   | 1+0+0+1      |
| 3     | Hanna Öberg            | +55,1   | 0+1+0+1      |
| 4     | Johanna Skottheim      | +57,3   | 1+0+0+0      |
| 5     | Linn Persson           | +1:02,6 | 1+0+0+0      |
| 6     | Denise Herrmann        | +1:11,8 | 0+1+2+0      |
| 7     | Monika Hojnisz-Staręga | +1:12,1 | 1+0+1+0      |
| 8     | Wita Semerenko         | +1:13,1 | 0+0+0+0      |
| 9     | Marte Olsbu Røiseland  | +1:38,5 | 1+0+0+2      |
| 10    | Susan Dunklee          | +1:39,7 | 0+1+2+0      |

Gemeldet: 61 Athletinnen, nicht am Start: 1, nicht beendet: 1
Auch im Verfolgungsrennen in Ruhpolding konnte erneut Tiril Eckhoff gewinnen. Die Norwegerin hat damit sechs der letzten acht Rennen gewonnen und steht weiterhin an der Spitze der Gesamtweltcups. Auf Platz zwei kam Paulína Fialková ins Ziel, die auf der Schlussrunde noch Hanna Öberg und die zwei weiteren Schwedinnen Skottheim und Persson hinter sich lassen konnte. Dorothea Wierer, die vor Tiril Eckhoff die Saison dominierte, fiel nach insgesamt fünf Schießfehlern beim starken Schneefall von Platz fünf auf den 20. Rang zurück. Mit sechs Schießfehlern war Lena Häcki als 25. beste Schweizerin. Bei der Mannschaft aus Österreich war Julia Schwaiger (31.) die Beste.

## Auswirkungen

### Auf den Gesamtweltcup
Sowohl Martin Fourcade bei den Männern als auch Tiril Eckhoff bei den Frauen konnten ihre Führungen im Gesamtweltcup aufgrund ihrer Doppelsiege weiter ausbauen. Eckhoff liegt nun 42 Punkte vor Dorothea Wierer (Italien). Fourcade konnte seinen Vorsprung auf 71 Punkte auf seinen Teamkollegen Fillon Maillet ausbauen, bzw. auf 72 Punkte auf Simon Desthieux, womit der Gesamtweltcup von drei Franzosen angeführt wurde. Johannes Thingnes Bø, der vor dem Jahreswechsel noch das gelbe Trikot trug, fiel mit 133 Punkten Rückstand auf den siebten Rang zurück.
| Rang | Name                   | Punkte | Siege | Verän- derung |
| ---- | ---------------------- | ------ | ----- | ------------- |
| 1    | Martin Fourcade        | 507    | 5     |               |
| 2    | Quentin Fillon Maillet | 436    |       |               |
| 3    | Simon Desthieux        | 435    |       |               |
| 4    | Tarjei Bø              | 391    |       |               |
| 5    | Alexander Loginow      | 329    |       |               |
| 6    | Émilien Jacquelin      | 380    |       |               |
| 7    | Johannes Thingnes Bø   | 374    | 5     |               |
| 8    | Benedikt Doll          | 330    | 1     |               |
| 9    | Erlend Bjøntegaard     | 326    |       |               |
| 10   | Johannes Dale          | 322    |       |               |

| Rang | Name                       | Punkte | Siege | Verän- derung |
| ---- | -------------------------- | ------ | ----- | ------------- |
| 1    | Tiril Eckhoff              | 501    | 6     |               |
| 2    | Dorothea Wierer            | 459    | 2     |               |
| 3    | Hanna Öberg                | 342    |       |               |
| 4    | Ingrid Landmark Tandrevold | 341    |       |               |
| 5    | Julia Simon                | 339    |       |               |
| 6    | Denise Herrmann            | 333    |       |               |
| 7    | Paulína Fialková           | 325    |       |               |
| 8    | Marte Olsbu Røiseland      | 314    | 1     |               |
| 9    | Justine Braisaz            | 310    | 1     |               |
| 10   | Kaisa Mäkäräinen           | 231    | 1     |               |

### Im deutschen Team
Am Rande des Weltcups wurde außerdem bekannt, dass Simon Schempp nicht bei den Weltmeisterschaften 2020 in Antholz starten wird. Das gab der deutsche Bundestrainer Mark Kirchner bekannt. Stattdessen sollte Schempp bei den Europameisterschaften in Otepää in Estland Ende Februar 2020 starten. Erik Lesser stellte er jedoch einen Start für die Wettbewerbe auf der Pokljuka in der folgenden Woche in Aussicht, damit sich dieser noch für Welttitelkämpfe noch qualifizieren kann. Der 31-jährige hat die deutsche WM-Norm noch nicht erreicht.

## Debütanten
Folgende Athletinnen nahmen zum ersten Mal an einem Biathlon-Weltcup teil. Dabei kann es sich sowohl um Individualrennen, aber auch um Staffelrennen handeln.
| Männer         | Frauen             |
| -------------- | ------------------ |
|                | Johanna Pykäläinen |
| Ziva Klemencic |                    |